# Подмелник
45°05′ пн. ш. 14°53′ сх. д. / 45.09° пн. ш. 14.89° сх. д.
Подмелник (хорв. Podmelnik) — населений пункт у Хорватії, у Приморсько-Горанській жупанії у складі міста Новий Винодольський.

## Населення
Населення за даними перепису 2011 року становило 0 осіб.
Динаміка чисельності населення поселення:

## Клімат
Середня річна температура становить 9,38 °C, середня максимальна – 21,59 °C, а середня мінімальна – -3,31 °C. Середня річна кількість опадів – 1451 мм.
| Клімат поселення                              | Клімат поселення | Клімат поселення | Клімат поселення | Клімат поселення | Клімат поселення | Клімат поселення | Клімат поселення | Клімат поселення | Клімат поселення | Клімат поселення | Клімат поселення | Клімат поселення | Клімат поселення |
| Показник                                      | Січ.             | Лют.             | Бер.             | Квіт.            | Трав.            | Черв.            | Лип.             | Серп.            | Вер.             | Жовт.            | Лист.            | Груд.            |                  |
| Середній максимум, °C                         | 6,48             | 6,28             | 8,56             | 12,42            | 17,20            | 21,13            | 21,59            | 21,38            | 17,28            | 12,91            | 8,16             | 5,84             |                  |
| Середня температура, °C                       | 1,68             | 1,48             | 3,76             | 7,63             | 12,40            | 16,34            | 18,61            | 18,39            | 14,30            | 9,93             | 5,18             | 2,85             |                  |
| Середній мінімум, °C                          | −3,12            | −3,31            | −1,03            | 2,82             | 7,62             | 11,54            | 15,61            | 15,42            | 11,32            | 6,95             | 2,19             | −0,13            |                  |
| Норма опадів, мм                              | 101              | 100              | 109              | 118              | 104              | 117              | 79               | 100              | 138              | 166              | 179              | 140              |                  |
| Середньомісячна швидкість вітру, м/с          | 3.61             | 3.71             | 3.69             | 3.42             | 3.12             | 2.94             | 2.84             | 2.92             | 3.15             | 3.49             | 3.88             | 3.94             |                  |
| Середньомісячна сонячна радіація, кДж/м²·день | 4349             | 7087             | 10394            | 14950            | 19180            | 20779            | 22553            | 19044            | 14039            | 9152             | 4793             | 3650             |                  |
| --------------------------------------------- | ---------------- | ---------------- | ---------------- | ---------------- | ---------------- | ---------------- | ---------------- | ---------------- | ---------------- | ---------------- | ---------------- | ---------------- | ---------------- |
| Джерело:                                      |                  |                  |                  |                  |                  |                  |                  |                  |                  |                  |                  |                  |                  |